# Daren Kagasoff
Daren Maxwell Kagasoff (* 16. září 1987, Encino, Kalifornie, Spojené státy americké) je americký herec. Nejvíce se proslavil rolí Rickyho Underwooda v seriálu stanice ABC Family Tajný život amerických teenagerů (2008–2013). Od roku 2019 hraje v seriálu stanice NBC The Village.

## Kariéra
Zatímco studoval univerzitu v San Franciscu rozhodl se, že se stane hercem. Vrátil se do Los Angeles a získal hlavní roli v místní divadelní produkci hry Suburbia, založené na základě stejnojmenného filmu z roku 1996.
Po studiích se začal zúčastňovat konkurzů na filmové a televizní role. Na jednom z prvních konkurzů oslnil producentku Brendu Hampton a ta ho obsadila do hlavní role Rickyho Underwooda v seriálu stanice ABC Family Tajný život amerických teenagerů.
24. února 2013 byl obsazen do role Alexe do pilotní epizody seriálu Delírium, na základě novely od Lauren Oliver. Seriál však další epizody nezískal.
4. prosince 2013 se připojil k obsazení hororového filmu Ouija. Premiéra filmu byla 24. října 2014.
V září 2014 bylo oznámeno, že Daren získal roli v americkém seriálu stanice Fox Red Band Society. Seriál měl premiéru 17. září 2014, byl však po jedné sérii zrušen.

## Filmografie

### Film
| Rok  | Název | Role   | Poznámky |
| ---- | ----- | ------ | -------- |
| 2014 | Ouija | Trevor |          |

### Televize
| Rok        | Název                            | Role                      | Poznámky                        |
| ---------- | -------------------------------- | ------------------------- | ------------------------------- |
| 2008-13    | Tajný život amerických teenagarů | Richard "Ricky" Underwood | Hlavní role, 121 dílů           |
| 2013       | Delírium                         | Alex Sheathes             | neprodaný televizní pilotní díl |
| 2014       | Stalker                          | Eric Bates                | díl: „Pilot“                    |
| 2014       | Red Band Society                 | Hunter                    | vedlejší role, 7 dílů           |
| 2015       | Blue                             | Daren                     | internetový seriál, 2 díly      |
| 2015       | Paradise Pictures                | Wyatt Osborne             | neprodaný televizní pilotní díl |
| 2017       | S.W.A.T.                         | Gordon                    | díl: „Imposters“                |
| 2019–dosud | The Village                      | Gabe Deluca               | hlavní role                     |

## Ocenění a nominace
| Rok  | Ocenění            | Titul                            | Kategorie                    | Výsledek  |
| ---- | ------------------ | -------------------------------- | ---------------------------- | --------- |
| 2009 | Teen Choice Awards | Tajný život amerických teenagerů | Letní televizní hvězda - muž | vítězství |
| 2009 | Teen Choice Awards | Tajný život amerických teenagerů | Průlomová hvězda - muž       | nominace  |
| 2010 | Teen Choice Awards | Tajný život amerických teenagerů | Herec - drama                | nominace  |
| 2010 | Teen Choice Awards | Tajný život amerických teenagerů | Letní televizní hvězda - muž | nominace  |
| 2011 | Teen Choice Awards | Tajný život amerických teenagerů | Herec - drama                | nominace  |
| 2012 | Teen Choice Awards | Tajný život amerických teenagerů | Letní televizní hvězda - muž | nominace  |